# کریستین گارف
کریستین گارف (یا گاروه) به آلمانی Christian Garve (۷ ژانویه ۱۷۴۲–۱ دسامبر ۱۷۹۸) یکی از مشهورترین فیلسوفان اواخر عصر روشنگری درکنار امانوئل کانت و موزس مندلسون بود.

## زندگی
کریستین گارف در خانواده ای از کارگران به دنیا آمد و در سن ۵۶ سالگی در خانه والدین خود درگذشت. او در فرانکفورت آندر اودر و هاله (ساله) تحصیل کرد. در سال ۱۷۶۶مدرک کارشناسی ارشد خود را در فلسفه گرفت. از سال ۱۷۷۰تا ۱۷۷۲او استاد فوق‌العاده ریاضیات و منطق در لایپزیگ بود. از سال ۱۷۷۲در برسلاو بود و در آنجا به عنوان کتابفروش فعالیت می‌کرد. با این حال، بیشترین بخش زندگی او در کنار مادرش در برسلاو سپری شد. در این شهر او همچنین به عضویت لژ ماسونی "Friedrich zum goldenen Zepter" ("فردریک عصای طلایی") درآمد.
گارف به‌ویژه به‌خاطر فعالیت‌های فشرده‌اش به‌عنوان مترجم (تولید نسخه‌هایی از درباب مسئولیت‌ها نوشته‌ی سیسرون (۱۷۸۳) و ثروت ملل آدام اسمیت) مشهور شد. ترجمه او از آثار سیسرون به درخواست فردریک دوم انجام شد که به او ۲۰۰ تالر (سکهٔ نقرهٔ آهٔ مانی) مستمری اعطا کرد. گارف در کتاب قطعاتی که روح، شخصیت و سلطنت فردریک دوم (۱۷۹۸) را توصیف می‌کند، از فردریک ستایش کرد.
او متون و نقدهای روانشناختی، اخلاقی و اقتصادی را برای Neue Bibliothek der schönen Wissenschaften und der freyen Künste ("کتابخانه جدید علوم زیبا و هنرهای آزاد") نوشت. او به شدت تحت تأثیر روشنگری انگلیسی و اسکاتلندی و همچنین اخلاق رواقی قرار داشت. او هرگز فلسفه اساساً تجربی خود را در قالب یک نظام تدوین نکرد و اندیشه‌های خود را در قالب سخنان و مقالات منتشر می‌کرد. در نتیجه، او به این دلیل که صرفاً یک فیلسوف عامه پسند (فیلسوف محبوب) کم‌عمق بود، مورد سرزنش قرار گرفت، شهرتی که او همچنان حفظ کرده‌است، و نوشته‌های او کمک زیادی به رواج فلسفه در آلمان کرد.
نکتهٔ جالب توجه، ارتباط او با امانوئل کانت است که با مروری بر نقد عقل محض کانت در Göttinger Gelehrten Anzeigen ("مبلّغ دانش آموخته گوتینگن") آغاز شد که توسط فیلسوف گوتینگنی یوهان گئورگ هاینریش فدر خلاصه شده بود. کانت احساس کرد که مورد سوء تفاهم قرار گرفته‌است، و به شدت از مروری که در ضمیمه نقد او مبنی بر اینکه هر متافیزیک آینده ای از این پس به عنوان یک علم مطرح خواهد شد، شکایت کرد. زمانی که نقد اصلی و طولانی‌تر توسط گارف در Allgemeine Deutsche Bibliothek ("کتابخانه عمومی آلمان") منتشر شد، همچنان مورد انتقاد کانت قرار گرفت. در نتیجه کانت Anti-Garve (ضد گارف) خود را نوشت. این برنامه به مرور زمان به مبانی متافیزیک اخلاق کانت گسترش یافت. درگیری فکری بین کانت و گارف تا مرگ گارف بر اثر سرطان در سال ۱۷۹۸ ادامه یافت.

## ویرایش آثار گارف
- آثار جمع‌آوری شده، ویرایش. (K. Wölfel) کا. وُلفل، ۱۵جلد تکمیل شده در ۱۹۸۵.

### آثار ترجمه شده توسط گارف
- ادموند برک، Über den Ursprung unserer Begriffe vom Erhabenen und Schönen [ یک تحقیق فلسفی در مورد منشأ ایده‌های ما در مورد عالی و زیبا ]، ریگا، ۱۷۷۳
- آدام فرگوسن، Grundsätze der Moralphilosophie [موسسات فلسفه اخلاق]، لایپزیگ ۱۷۷۲
- ارسطو، Ἠθικά [اخلاق] (۱۸۰۱–۱۷۹۸)
- ارسطو، Πολιτικά [سیاست] (۱۸۰۲–۱۷۹۹)

## یادداشت
1. ↑  "In his letter to Kant, September 1798 [819], Garve movingly depicts his agonizing illness, a malignant tumor of the face, and expresses his astonishment that he is still living and thinking." Kant: Philosophical Correspondence 1759-99, Edited and translated by Arnulf Zweig, University of Chicago Press, 1967, p. 250, note 2.

گاروه در نامه‌اش به کانت، سپتامبر ۱۷۹۸[۸۱۹]، بیماری دردناک خود، تومور بدخیم صورت را به‌شکل ترحم‌برانگیزی توصیف می‌کند و حیرت خود را از اینکه هنوز زنده است و اندیشه می‌کند، ابراز می‌کند. کانت: مکاتبات فلسفی ۹۹–۱۷۵۹، ویرایش و ترجمه آرنولف تسوایگ، انتشارات دانشگاه شیکاگو، ۱۹۶۷، ص. ۲۵۰، امتیاز ۲.